# IC 620
IC 620 ist ein interagierendes Galaxienpaar im Sternbild Löwe am Nordsternhimmel, das etwa 452 Millionen Lichtjahre von der Milchstraße entfernt ist.
Entdeckt wurde das Objekt am 31. März 1892 vom französischen Astronomen Stéphane Javelle.